# Aeroportul Rizhao Shanzihe
Aeroportul Rizhao Shanzihe (IATA: RIZ, ICAO: ZSRZ) este un aeroport din Donggang District⁠(d), Rizhao⁠(d), Shandong, Republica Populară Chineză ce deservește zona Rizhao⁠(d). Aeroportul a fost tranzitat în 2022 de 430.605 pasageri. A fost deschis în 22 decembrie 2015 și numit după zona deservită.
aeroportul dispune de o singură pistă.